# Xenofrea punctata
Xenofrea punctata är en skalbaggsart som beskrevs av Maria Helena M. Galileo och Martins 2006. Xenofrea punctata ingår i släktet Xenofrea och familjen långhorningar. Inga underarter finns listade i Catalogue of Life.